# Lista över fornlämningar i Vännäs kommun
Lista över fornlämningar i Vännäs kommun är en förteckning av ett urval av de fornlämningar som finns i Vännäs kommun.

## Vännäs
| Namn        | Lämningstyp                 | Tillkomsttid | Historisk indelning  | Plats | Läge                 | ID-nr          | Bild                                 |
| ----------- | --------------------------- | ------------ | -------------------- | ----- | -------------------- | -------------- | ------------------------------------ |
| Vännäs 21:1 | Grav markerad av sten/block |              | Vännäs, Västerbotten |       | 63.885297, 19.607688 | 10015700210001 | Ladda upp en bild av detta fornminne |